# Ischyropsalis ravasinii
Espèce
Ischyropsalis ravasinii est une espèce d'opilions dyspnois de la famille des Ischyropsalididae.

## Distribution
Cette espèce est endémique d'Italie. Elle se rencontre en Vénétie, en Frioul-Vénétie Julienne et au Trentin-Haut-Adige dans des grottes des Préalpes.

## Description
Les mâles mesurent de 5,7 à 6,0 mm et les femelles de 7,0 à 7,8 mm.

## Systématique et taxinomie
Cette espèce a été décrite par Hadži en 1942. Elle est placée en synonymie avec Ischyropsalis strandi par Martens en 1969. Elle est relevée de synonymie par Martens en 1978.

## Étymologie
Cette espèce est nommée en l'honneur de Carlo Ravasini (1874-1959).

## Publication originale
- Hadži, 1942 : « Raziskovanja o ishiropsalih (Opiliones). » Razprave Matematično-Prirodoslovnega Razreda Akademije Znanosti in Umetnosti v Ljubljana, vol. 2, p. 5–114.